# 周殿元
周殿元（1925年—2012年），男，奉天（今辽宁）沈阳人，中国消化内科专家、消化内镜专家，曾任中国人民解放军第一军医大学教授、博士生导师。